# Hans Christian Hingst
Hans Christian Hingst (* 9. August 1895 in Schmalstede; † 10. November 1955 in Bordesholm) war ein deutscher NS-Funktionär, der während des Zweiten Weltkrieges als Gebietskommissar im deutsch besetzen Litauen in die Verfolgung und Ermordung der dortigen Juden verstrickt war.

## Leben
Hingst besuchte eine Volksschule sowie eine Fachschule für Rechtsanwalts- und Notariatsangestellte. Am 12.  September 1930 trat er in die SA ein, in der er bis zum Obersturmbannführer aufstieg. Zum 1. Oktober 1930 trat er der NSDAP bei (Mitgliedsnummer 341.834); im November 1936 wurde er Kreisleiter der NSDAP Neumünster 1. Während des Zweiten Weltkrieges war er von August 1941 bis Juli 1944 Gebietskommissar in der Stadt Vilnius. In dieser Funktion war er mitverantwortlich für Beraubung, Verfolgung und Ermordung der dortigen Juden. Er gilt, neben seinem Stellvertreter Franz Murer als ein Organisator der Judenvernichtung im Ghetto Wilna.
In der Nachkriegszeit arbeitete Hingst zunächst als Bürovorsteher in einer Kieler Anwaltskanzlei. 1948 wurde er vom Spruchgericht Bielefeld zu sieben Jahren Haft und einer Geldstrafe verurteilt. Er saß fünf Jahre im Lager Esterwegen ein und bemühte sich von dort aus um seine Entnazifizierung. Schließlich wurde er vom zuständigen Landesausschuss als Mitläufer eingestuft: Hingst sei zwar „in seiner Haltung ein ziemlicher Aktivist gewesen“, ihm könne jedoch „nicht nachgewiesen werden, dass er politische Gegner verfolgt und misshandelt hat“ (Spruchentscheidung des Landesausschusses Schleswig-Holsteins vom 14. März 1951). In dem Entlastungsmaterial wird Hans Hingst als aufrechter und guter Deutscher geschildert. Nach seiner Freilassung arbeitete er als Vertreter für Kühlschränke.